# Agapetus alabamensis
Agapetus alabamensis är en nattsländeart som beskrevs av Harris 1986. Agapetus alabamensis ingår i släktet Agapetus och familjen stenhusnattsländor. Inga underarter finns listade i Catalogue of Life.